# Fårskäret
Fårskäret est une île de l'archipel de Vaasa en Finlande,.

## Géographie
L'île est située à environ 16 kilomètres à l'ouest de Vaasa.
La superficie de l'île est de 44,8 hectares et sa longueur maximale est de 1 kilomètre dans la direction Est-ouest.